# Meng Wanzhou
Meng Wanzhou (en xinès: 孟晚舟; Chengdu, 13 de febrer de 1972), també coneguda com a Cathy Meng o Sabrina Meng, es una empresària xinesa. És vicepresidenta de la junta i directora financera (CFO) de la companyía de telecomunicacions Huawei, la principal empresa tecnològica del país en aquest àmbit, que va fundar el seu pare Ren Zhengfei.
L'1 de desembre de 2018, Meng fou detinguda al Canadà arran d'una demanda dels Estats Units que l'acusaven de frau. La seva retenció s'acabà el 24 de setembre del 2021 i tornà a la Xina acollida com una heroïna. Alhora es van alliberar dos ciutadans canadencs tot i que la Xina es negà aleshores a reconèixer que es tractava del que s'anomena "diplomàcia d'ostatges"